# میتزورا آرگزی
میتزورا آرگزی (رومانیایی: Mitzura Arghezi؛ ‏ ۱۰ دسامبر ۱۹۲۴ – ۲۷ اکتبر ۲۰۱۵) سیاستمدار و بازیگر اهل رومانی بود.
از فیلم‌هایی که وی در آنها نقش داشته است، می‌توان به میهای دلیر، حق‌السکوت، والس تایتانیک و آخرین فشنگ اشاره کرد.